# Inácia Teixeira

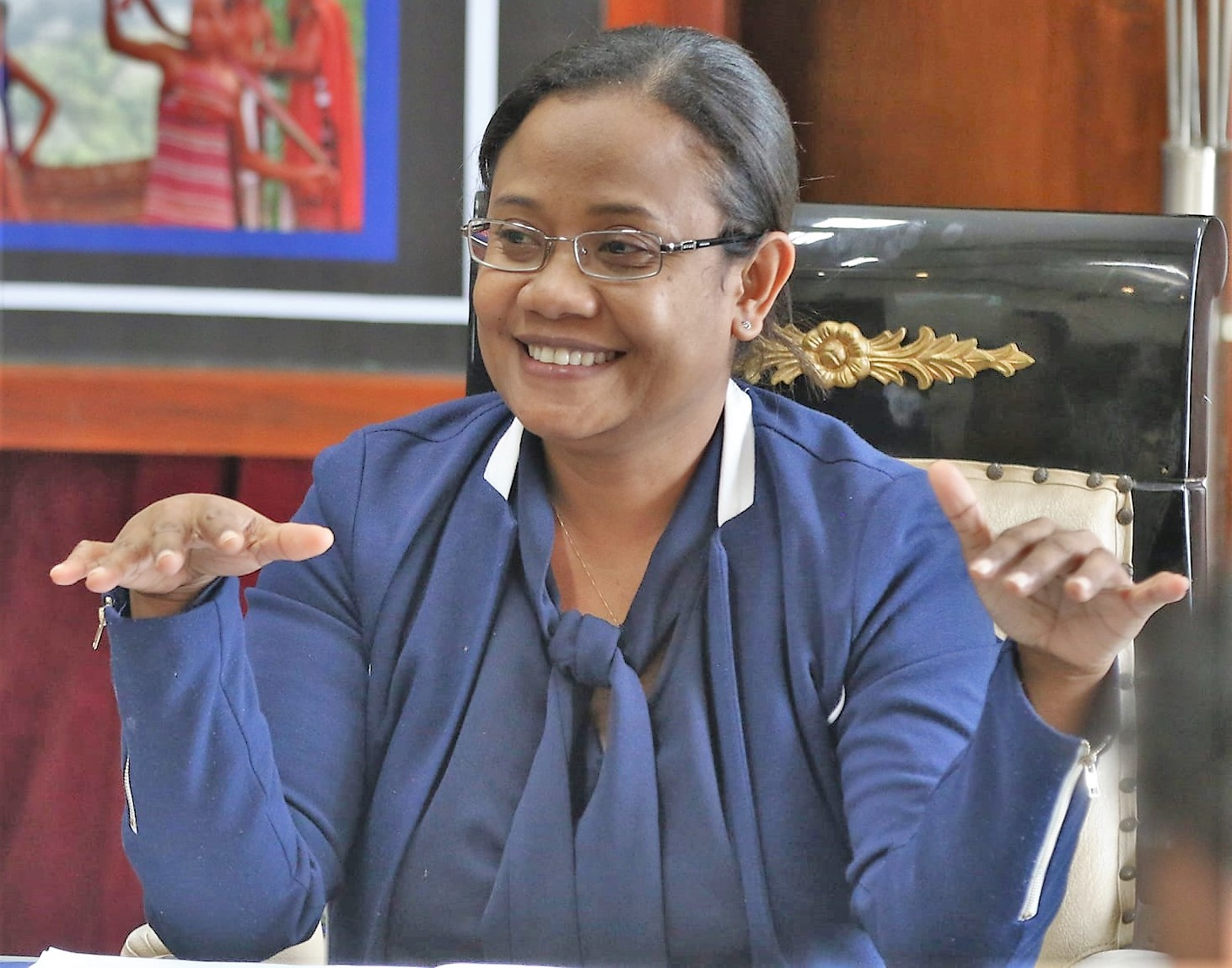
Inácia Teixeira (2020)

Inácia da Conceição Teixeira (* 24. März) ist eine Politikerin aus Osttimor. Sie ist Mitglied der FRETILIN.
Von 2002 bis 2003 machte ihr Wirtschaftsdiplom am Eyenesburry Senior College im australischen Adelaide. 2005 erhielt sie einen „Bachelor of Tourism and Hospitality Management“ an der University of South Australia (UniSA). Von 2007 bis 2008 studierte Teixeira mit Hilfe eines Stipendiums der Ai Kameli Trust an der London Metropolitan University „International Tourism Management“.
2009 kam Teixeira zum Direktorat für Tourismus als Nationale Beraterin. 2010 wurde sie beim Ministerrat Project Officer für das Organisationskomitee der Expo 2010 in Shanghai und 2011 Coordination Analyst beim Entwicklungsprogramm der Vereinten Nationen im UN Resident Coordinator Office (UNRC).
Teixeira wurde im Juli 2015 Regionalsekretärin für kommunalen Tourismus der neu geschaffenen Behörde der Sonderverwaltungsregion Oe-Cusse Ambeno (portugiesisch Autoridade da Região Administrativa Especial de Oe-Cusse Ambeno, ARAEO), der Regierung und Verwaltung der osttimoresischen Exklave. Das Amt hatte sie auch noch unter dem neuen Präsidenten der ARAEO, José Luís Guterres bis Ende 2019 inne. Zuletzt arbeitete Teixeira mit der Asia Foundation als stellvertretende Programmmanagerin für das Tourismusentwicklungsprogramm.
Mit dem Wechsel in der Regierungskoalition und der Aufnahme der FRETILIN in die VIII. Regierung wurde Teixeira am 24. Juni 2020 zur nationalen Vizeministerin für kommunalen Tourismus und Kultur vereidigt. Das Amt hatte sie bis zum Ende der Legislaturperiode am 30. Juni 2023 inne.

## Veröffentlichungen
- Karen Edyvane, Andrew McWilliam, José Quintas, Ann Turner, Shane Penny, Inacia Teixeira, Carmen Joela Pereira, Yara Tibirica, Alistair Birtles: Coastal & Marine Ecotourism Values, Issues & Opportunities on the North Coast of Timor Leste - Final Report, Ministry of Agriculture & Fisheries, National Directorate of Tourism, Government of Timor Leste, Oktober 2009.